# Lyriothemis mortoni
Lyriothemis mortoni är en trollsländeart som beskrevs av Friedrich Ris 1919. Lyriothemis mortoni ingår i släktet Lyriothemis och familjen segeltrollsländor. IUCN kategoriserar arten globalt som otillräckligt studerad. Inga underarter finns listade i Catalogue of Life.